# Renia larvalis
Renia larvalis är en fjärilsart som beskrevs av Augustus Radcliffe Grote 1872. Renia larvalis ingår i släktet Renia och familjen nattflyn. Inga underarter finns listade.